# Kanton Grevenmacher
Het kanton Grevenmacher (Luxemburgs: Kanton Gréiwemaacher) ligt in het oosten van het Groothertogdom Luxemburg. In het noorden grenst het kanton aan het kanton Echternach in het oosten aan Duitsland, in het zuiden aan de kantons Remich en Luxemburg en in het westen aan het kanton Mersch.

## Onderverdeling
Het kanton Grevenmacher bestaat uit 8 gemeentes.
1. Betzdorf
2. Biwer
3. Flaxweiler
4. Grevenmacher
5. Junglinster
6. Manternach
7. Mertert
8. Wormeldange

Capellen · Clervaux · Diekirch · Echternach · Esch-sur-Alzette · Grevenmacher · Luxemburg · Mersch · Redange · Remich · Vianden · Wiltz

 Europa · Luxemburg · Kantons · Gemeenten 